# Sjöberg (plaats)
Sjöberg is een plaats in de gemeente Sollentuna in het landschap Uppland en de provincie Stockholms län in Zweden. De plaats heeft 4234 inwoners (2005) en een oppervlakte van 137 hectare.

## Verkeer en vervoer
Bij de plaats loopt de Länsväg 262.